# Ignaux
Ignaux (okzitanisch Inhaus) ist eine französische Gemeinde mit 126 Einwohnern (Stand 1. Januar 2022) im Département Ariège in der Region Okzitanien (bis 2015 Midi-Pyrénées). Sie gehört zum Arrondissement Foix und zum Gemeindeverband Haute-Ariège. Die Bewohner werden Ignaous genannt.

## Geografie
Die Gemeinde Ignaux liegt in den Pyrenäen, 42 Kilometer südöstlich von Foix und etwa 16 Kilometer nordöstlich der Grenze zu Andorra. Das auf einem Bergrücken gelegene ehemalige Bergbauerndorf auf 1000 Metern über dem Meer erhebt sich etwa 300 Höhenmeter über dem Kurort Ax-les-Thermes, eingerahmt von einer Hochgebirgskulisse. Das 5,49 km² umfassende Gemeindegebiet wird von einigen Gebirgsbächen durchzogen, die sich alle im Ruisseau d’Eychenac sammeln, der die westliche Gemeindegrenze bildet und nach Süden zur Ariège abfließt. Ein Großteil des Gemeindeareales ist bewaldet; um das Dorf Ignaux herrschen Bergweiden vor, an einigen Stellen oberhalb von etwa 1200 m treten Geröllhalden oder blanker Fels (Les Traverses) zutage. Die höchste Erhebung in der Gemeinde ist der Roc de l'Orri d'Ignaux mit 1724 m. Im Norden erreicht das Gemeindegebiet die Wasserscheide zum Einzugsgebiet des Hers-Vif, im Nordwesten reicht es bis nahe an den Straßenpass Col de Chioula (1432 m).
Ignaux grenzt an die Nachbargemeinden Prades im Norden, Sorgeat im Osten, Ax-les-Thermes im Süden, Savignac-les-Ormeaux im Südwesten, Vaychis im Westen sowie Caussou im Nordwesten.

## Bevölkerungsentwicklung
| Jahr      | 1962 | 1968 | 1975 | 1982 | 1990 | 1999 | 2010 | 2021 |
| Einwohner | 47   | 32   | 21   | 20   | 31   | 59   | 104  | 126  |

Im Jahr 1841 wurde mit 259 Bewohnern die bisher höchste Einwohnerzahl ermittelt. Die Zahlen basieren auf den Daten von cassini.ehess und INSEE.

## Sehenswürdigkeiten

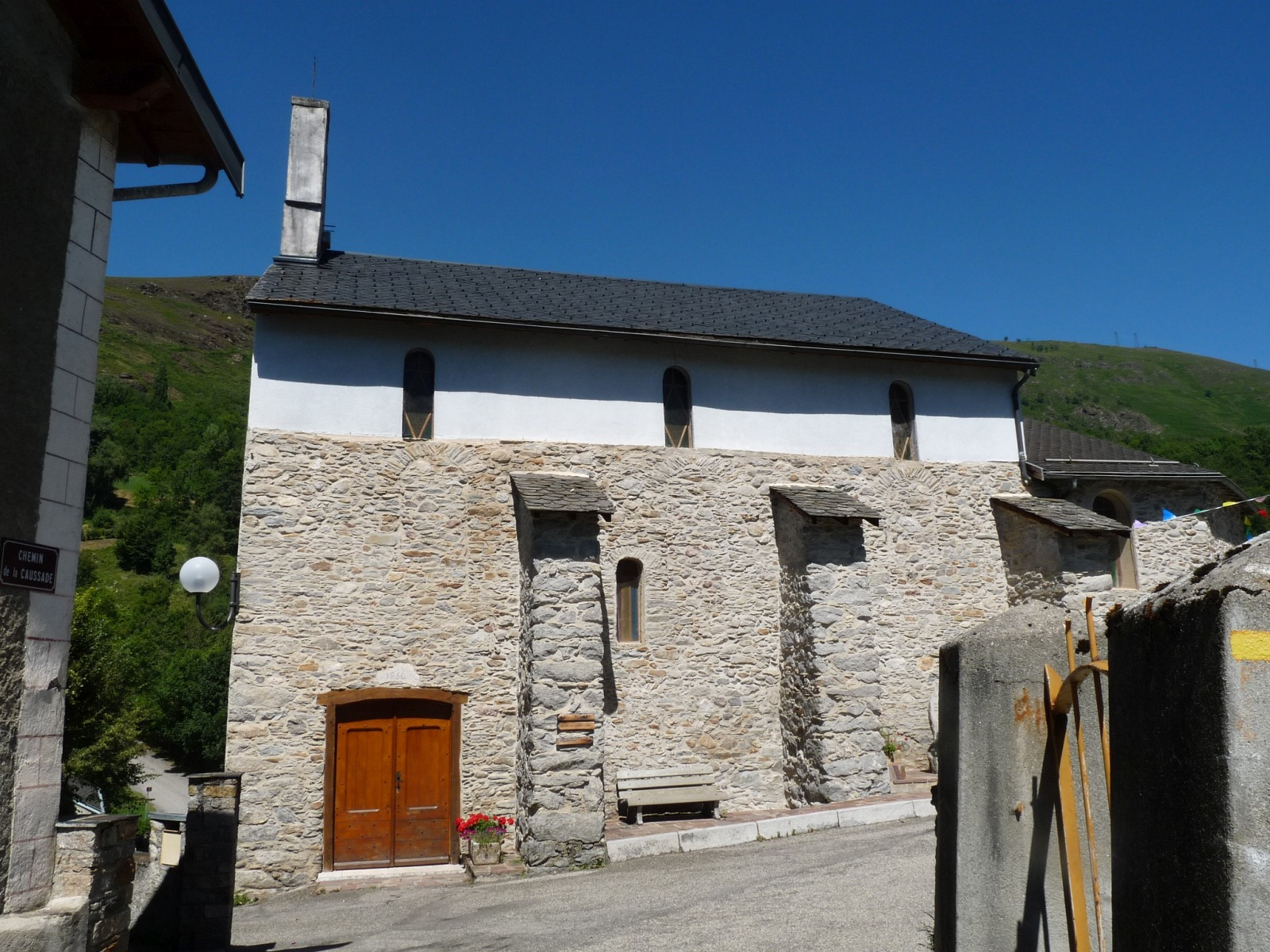
Kirche Saint-Barthélemy
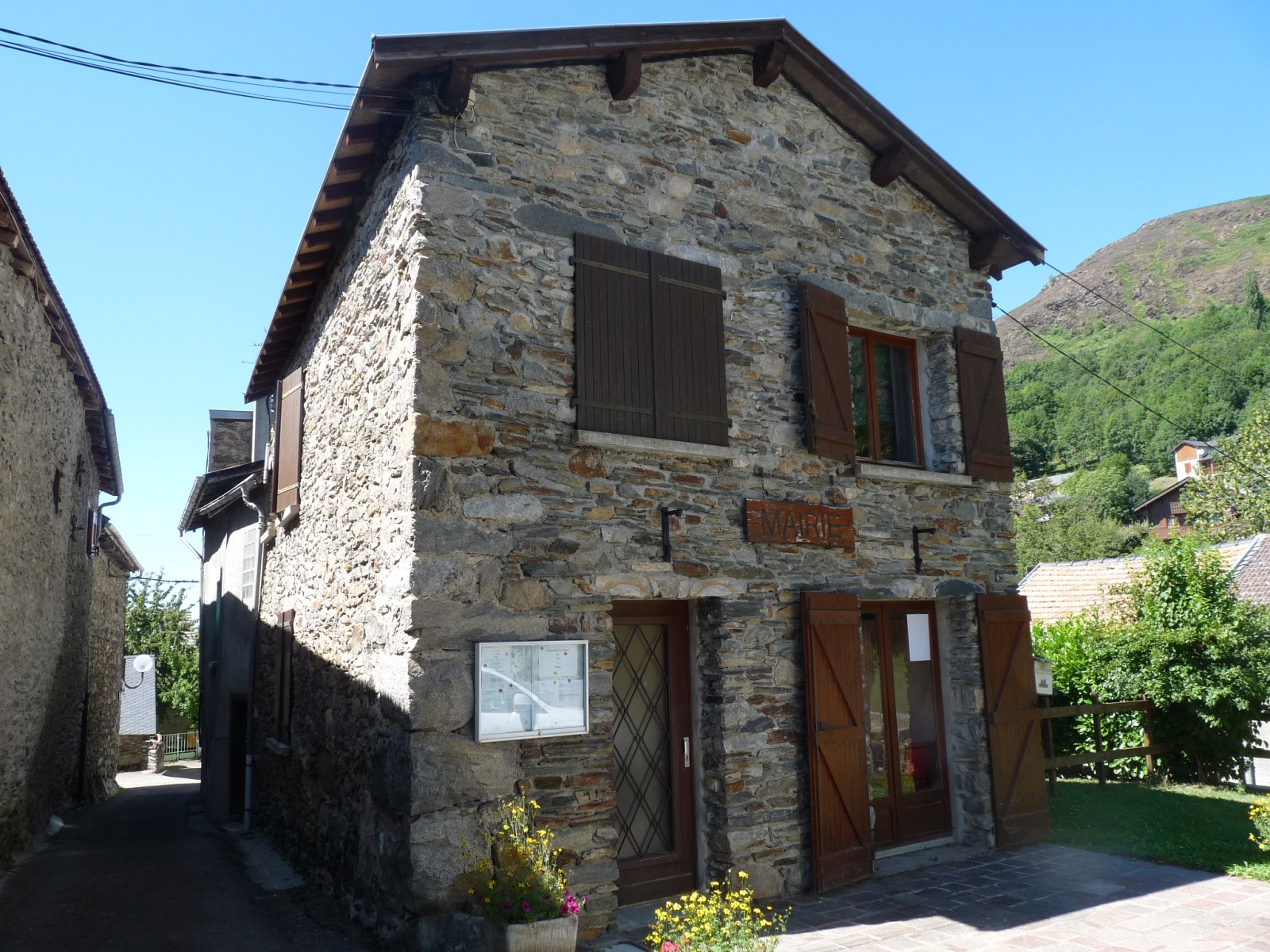
Mairie Ignaux
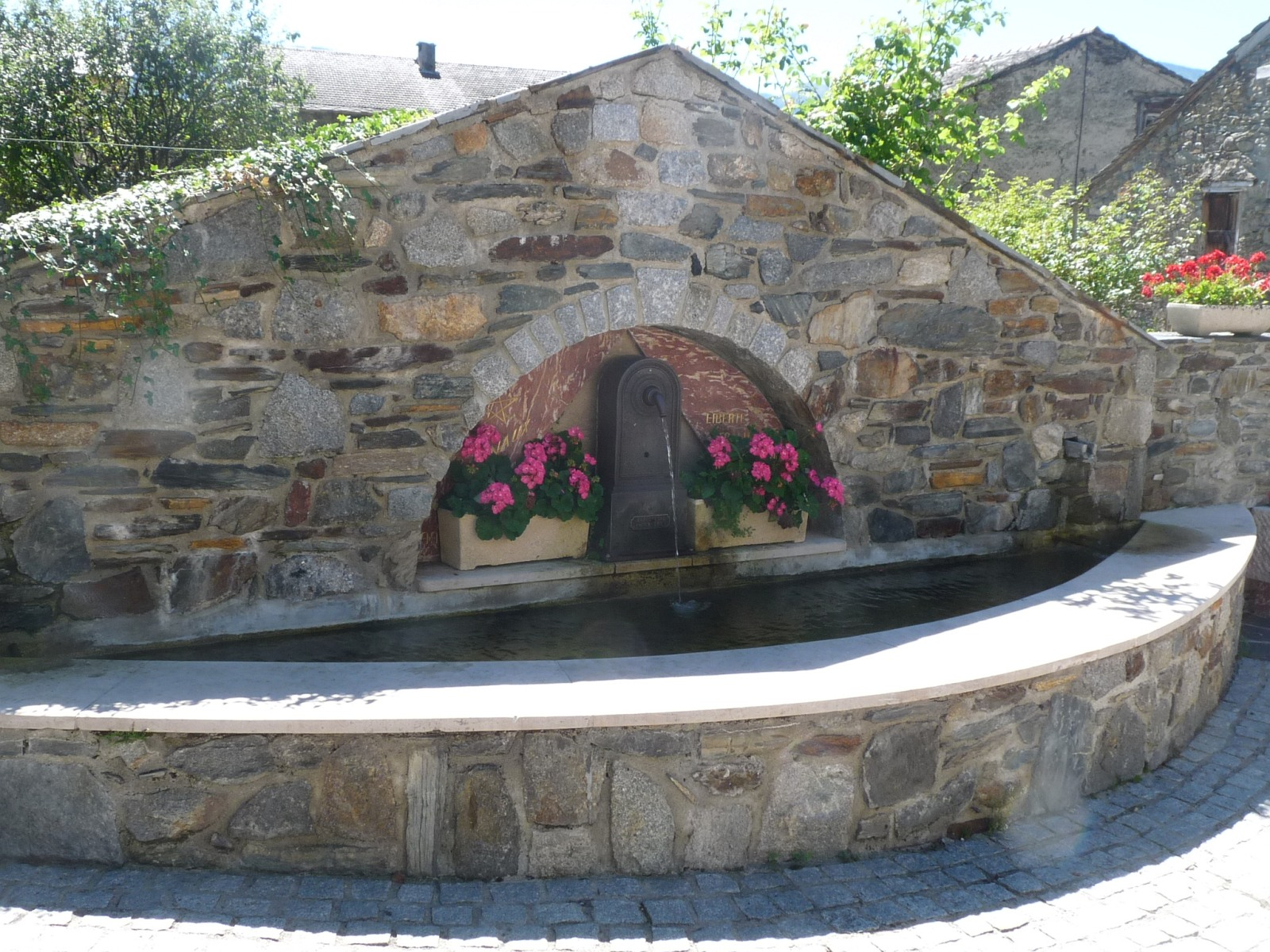
Brunnen an der Kirche
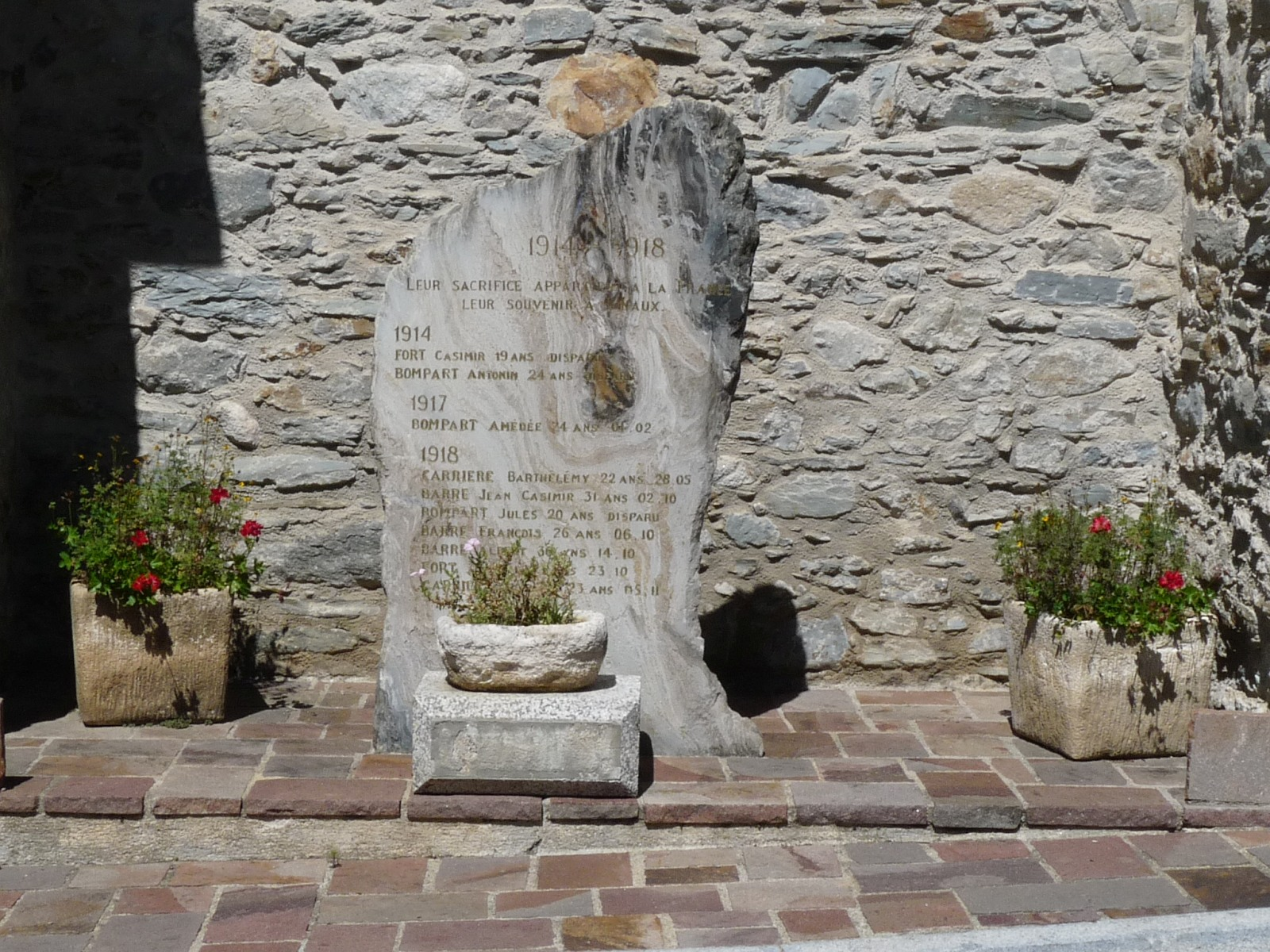
Gefallenendenkmal
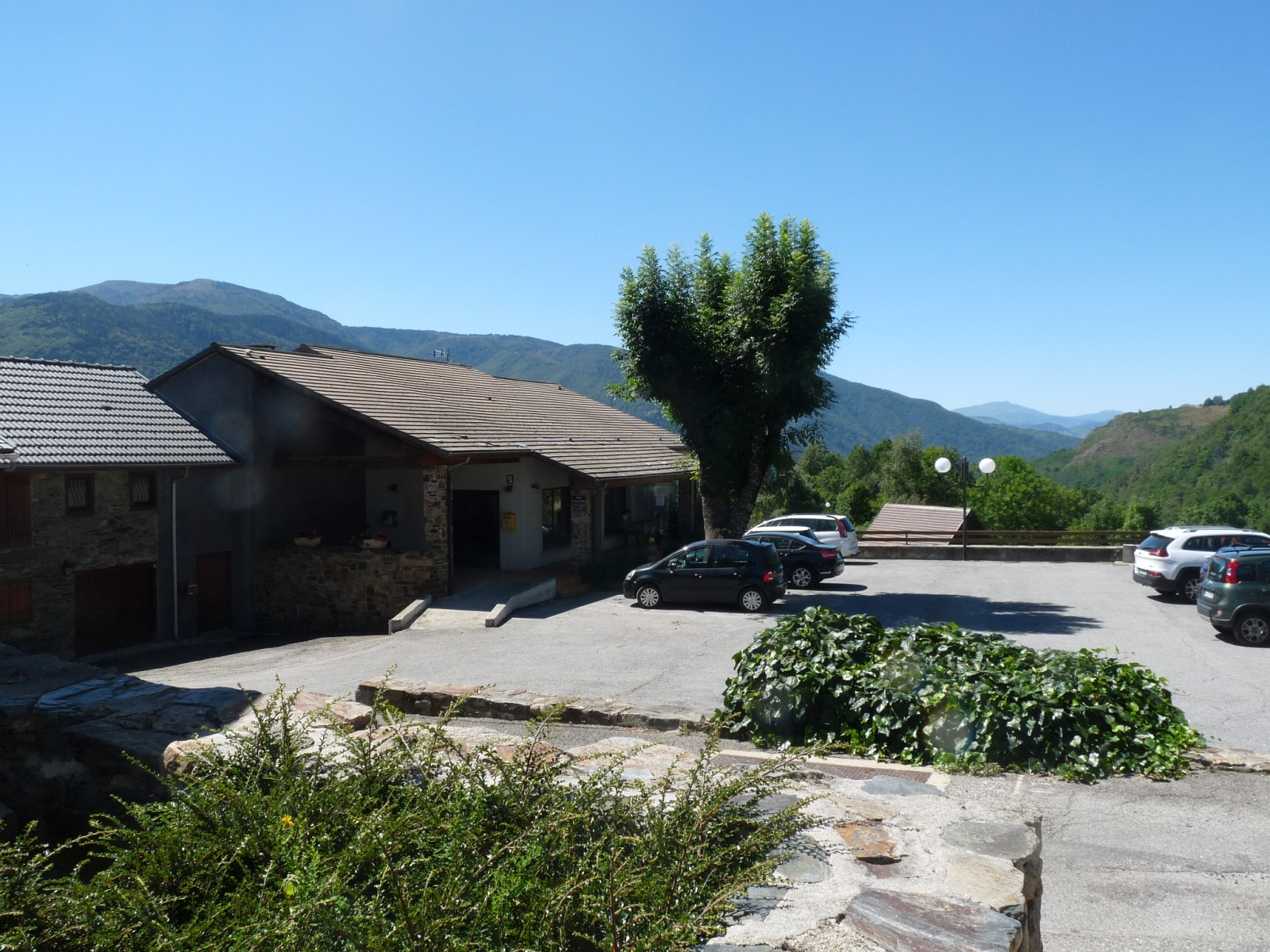
Gemeindefesthalle
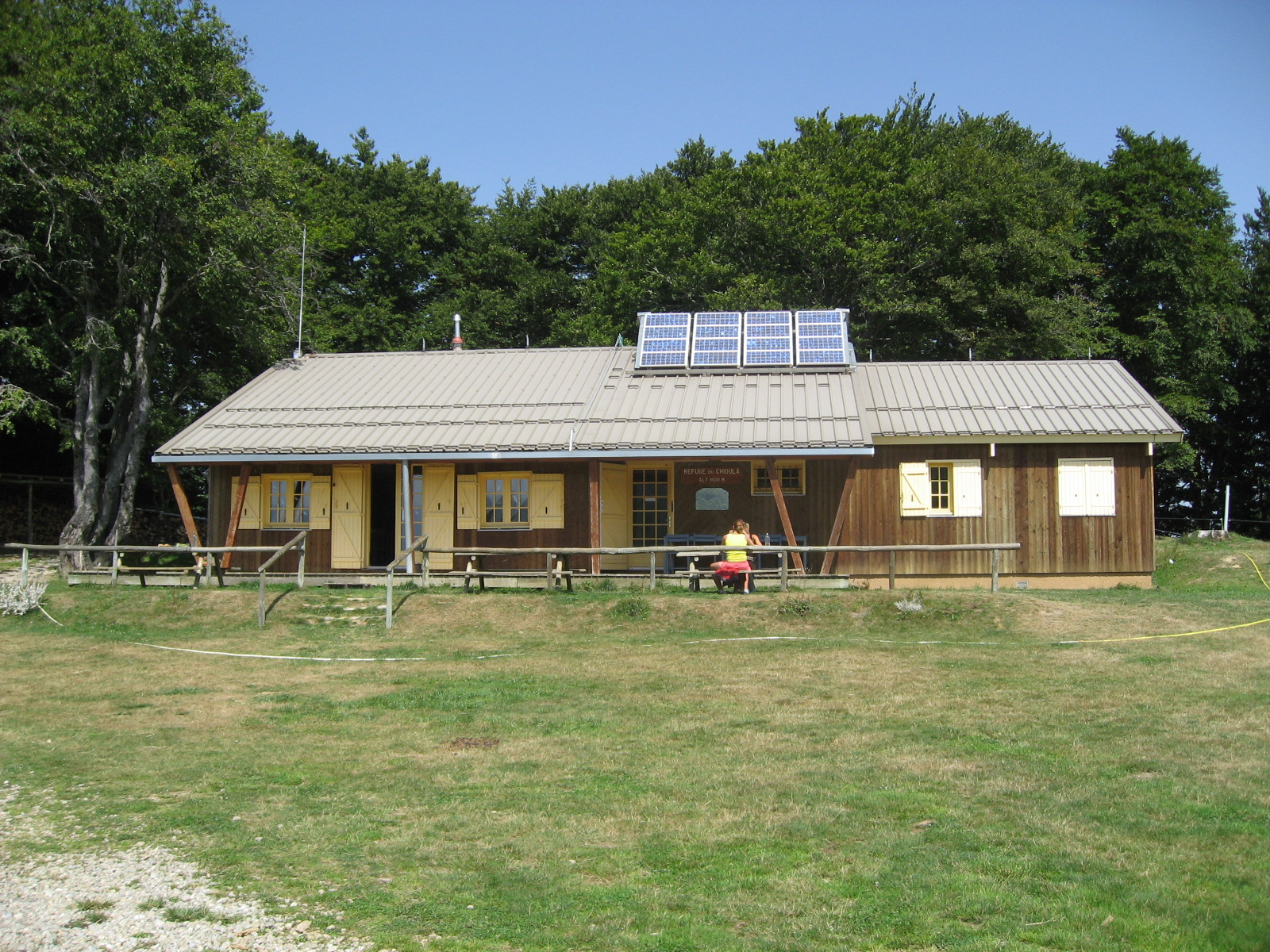
Schutzhütte Refuge du Chioula

- Brunnen

- Kirche Saint-Barthélemy
- Mairie Ignaux
- Brunnen an der Kirche
- Gefallenendenkmal
- Gemeindefesthalle
- Schutzhütte Refuge du Chioula

## Wirtschaft und Infrastruktur
Das früher landwirtschaftlich geprägte Dorf Ignaux lebt heute hauptsächlich vom Tourismus in Form von Ferienhausvermietungen (das Wintersportgebiet Ax-3 Domaines ist nur wenige Kilometer entfernt; für Bergwanderer steht die Schutzhütte Refuge du Chioula im äußersten Nordosten der Gemeinde zur Verfügung). Es gibt vier Landwirtschaftsbetriebe in Ignaux (hauptsächlich Schaf- und Ziegenhaltung).
Ignaux liegt abseits größerer Verkehrsachsen. Im fünf (Straßen-)Kilometer entfernten Kurort Ax-les-Thermes besteht Anschluss an die Route nationale 20 (E 9) von Tarascon-sur-Ariège nach Puigcerdà in Katalonien. Der Bahnhof Ax-les-Thermes liegt an der Bahnstrecke Portet-Saint-Simon–Puigcerdà.

## Belege
1. ↑  Ignaux auf cassini.ehess
2. ↑  Ignaux auf INSEE
3. ↑  Landwirtschaftsbetriebe auf annuaire-mairie.fr (französisch)